# Rubus vanwinkelii
Rubus vanwinkelii är en rosväxtart som beskrevs av Abraham van de Beek och Vannerom. Rubus vanwinkelii ingår i släktet rubusar, och familjen rosväxter. Inga underarter finns listade i Catalogue of Life.